# 纵带绯鲤
纵带绯鲤（学名：Upeneus subvittatus）为羊鱼科绯鲤属的鱼类，俗名红鱼、虫王、红线、花尾流、金线。分布于日本以及中国南海等海域，主要生活于温热带海底层。该物种的模式产地在日本。體長可達24.1公分，生活在沙泥底質的海域，屬肉食性。

## 扩展阅读
- Froese, R. & Pauly, D. (eds.) (2012). Upeneus subvittatus. FishBase. Version 2012-08.

 維基物種上的相關：纵带绯鲤